# Bruno Cingala-Mata
Bruno Cingala-Mata, né le 19 mars 1993 aux Abymes, est un joueur français de basket-ball évoluant aux postes d'ailier fort et de pivot.

## Biographie
Formé à Cholet, il commence sa carrière professionnelle avec Fos en Pro B. Il est engagé par le club danois de Stevnsgade pour la saison 2015-2016. Il connaît une période sans club au début de la saison 2016-2017, avant de signer avec Tours en Nationale 2.
Bruno Cingala-Mata évolue trois saisons avec le club tourangeau avant de retrouver la Pro B en 2019-2020 avec Oberhoffen. Il découvre la Jeep Élite en 2020 avec Boulazac en tant que pigiste médical durant cinq semaines de Jean-Frédéric Morency. Après quelques semaines sans club, il retourne en Pro B à Nancy jusqu'à la fin de la saison 2020-2021 en tant que pigiste médical de Vincent Vent. Il retrouve l'élite en 2021 à Orléans. De nouveau sans club à l'orée de la saison 2022-2023, il remplace Hans Vanwijn à Nanterre 92 en tant que pigiste médical en novembre 2022. À l'issue de cette pige, il rejoint Blois, club promu pour la fin de la saison 2022-2023.
Bruno Cingala-Mata revient à Nancy pour la saison 2023-2024. Il réalise des moyennes de 5,0 points et 4,5 rebonds en Betclic Élite. 
Le 26 juillet 2024, Roanne annonce sa signature pour deux saisons.